# Unterseeboot 628
L'Unterseeboot 628 ou U-628 est un sous-marin allemand (U-Boot) de type VIIC utilisé par la Kriegsmarine pendant la Seconde Guerre mondiale.
Le sous-marin fut commandé le 15 août 1940 à Hambourg (Blohm & Voss), sa quille fut posée le 7 août 1941, il fut lancé le 29 avril 1942 et mis en service le 25 juin 1942, sous le commandement du Fähnrich zur See Heinrich Hasenschar.
Il fut coulé par l'aviation britannique en juillet 1943.

## Conception
Unterseeboot type VII, l'U-628 avait un déplacement de 769 tonnes en surface et 871 tonnes en plongée. Il avait une longueur totale de 67,10 m, un maître-bau de 6,20 m, une hauteur de 9,60 m et un tirant d'eau de 4,74 m. Le sous-marin était propulsé par deux hélices de 1,23 m, deux moteurs diesel Germaniawerft M6V 40/46 de 6 cylindres en ligne de 1 400 cv à 470 tr/min, produisant un total de 2 060 à 2 350 kW en surface et de deux moteurs électriques BBC GG UB 720/8 de 375 cv à 295 tr/min, produisant un total 550 kW, en plongée. Le sous-marin avait une vitesse en surface de 17,7 nœuds (32,8 km/h) et une vitesse de 7,6 nœuds (14,1 km/h) en plongée. Immergé, il avait un rayon d'action de 80 milles marins (150 km) à 4 nœuds (7,4 km/h; 4,6 milles par heure) et pouvait atteindre une profondeur de 230 m. En surface son rayon d'action était de 8 500 milles nautiques (soit 15 700 km) à 10 nœuds (19 km/h). 
L'U-628 était équipé de cinq tubes lance-torpilles de 53,3 cm (quatre montés à l'avant et un à l'arrière) qui contenait quatorze torpilles. Il était équipé d'un canon de 8,8 cm SK C/35 (220 coups) et d'un canon antiaérien de 20 mm Flak. Il pouvait transporter 26 mines TMA ou 39 mines TMB. Son équipage comprenait 4 officiers et 40 à 56 sous-mariniers.

## Historique
À l'issue de son temps d'entraînement à la 5. Unterseebootsflottille jusqu'au 30 novembre 1942, il rejoint son unité de combat dans la 1. Unterseebootsflottille.
L'U-628 quitte Kiel le 15 octobre 1942 pour sa première patrouille de guerre dans l'Atlantique Nord. Le 26 décembre, le convoi ONS-154, parti de Liverpool le 18 décembre, est repéré par l'U-664, du groupe de combat (ou meute) Spitz, formé deux jours plus tôt au nord-est de l'Atlantique. Renforcé ensuite par la meute Ungestüm, les sous-marins allemands infligent des pertes énormes (le tiers des cargos est détruit). La bataille se poursuit jusqu'au 31 décembre et les navires rescapés atteignent New York le 12 janvier 1943.
Les pertes conduisent l'amirauté britannique à réagir. La lutte anti-sous-marine devient une priorité et conduira à la victoire contre les U-Boote à l'été suivant. L'U-628 coule un navire marchand du convoi, déjà endommagé deux heures plus tôt par l'U-406.
Le 21 février 1943, le convoi ON-166, parti de Grande-Bretagne le 11 février, repéré par l'U-604, est attaqué par deux meutes d'U-Boote dans le trou noir (la zone de l'Atlantique nord dépourvue de protection aérienne). Les sous-marins allemands parviennent à désorganiser l'escorte,  infligeant de lourdes pertes au convoi pendant une bataille de quatre jours. Le reste du convoi arrive à New York le 3 mars. Le 23 février, l'U-628 endommage deux navires (norvégien et panaméen) et le lendemain il coule deux autres navires (norvégien et britannique) du convoi.
Le 15 avril 1943, le convoi HX-233, parti de Grande-Bretagne le 6 avril, est repéré et attaqué par un groupe d'U-Boote. Malgré leurs efforts, ces derniers ne coulent qu'un des navires du convoi au prix d'un des leurs. L'arrivée le 17 avril d'un groupe de support renforce l'escorte et permet à la défense de repousser les sous-marins. L'opération cesse le 18 et le convoi arrive à destination le 21 avril.
C'est une preuve supplémentaire de l'efficacité des groupes de support, créés le mois précédent à la suite de la catastrophe des convois HX-229 et SC-122. Ceux-ci augmentent rapidement le nombre d'escorteurs d'un convoi dans les zones les plus dangereuses de l'Atlantique. L'U-628 endommage le navire marchand britannique Fort Rampart du convoi, coulé plus tard par l'U-226.
Fin avril 1943, le convoi ONS-5, parti de Grande-Bretagne le 21 avril et à destination de Halifax, est repéré et attaqué une première fois le 29 avril, il est à nouveau pris à partie par les U-Boote au terme d'une tempête le 3 mai. Il subit des pertes dans la nuit du 4 au 5 mai, le grand nombre d'assaillants étant repoussé par l'escorte la nuit suivante, aidé par le brouillard.
Cette bataille est un tournant : après les succès allemands remportés en mars 1943 et l'interlude du mois d'avril, c'est le premier échec des U-Boote dans la bataille des convois. Sans aide aérienne, les groupes d'escorte parviennent à présent à faire face aux attaques sous-marines. L'avance technologique alliée se manifeste nettement durant la dernière phase du combat (en particulier : avec les radars centimétriques que ne détectent pas encore les contre mesures allemandes).
Ce sera le dernier convoi à perdre plus d'une dizaine de navires. La supériorité alliée ne fera ensuite que croître, rendant impossibles de telles attaques massives. Le 5 mai à 16 h 51, le sous-marin torpille un navire britannique qui chavire par tribord à 17 h 37, emportant sept membres d'équipage.
L'U-628 coule le 3 juillet 1943 dans l'Atlantique Nord, au nord-ouest du cap Ortegal à la position 44° 11′ N, 8° 45′ O, par des charges de profondeur d'un Liberator FL963 du No. 224 Squadron RAF (en), basé à St Eval (Cornouailles).
Les quarante-neuf membres d'équipage meurent dans cette attaque.

## Affectations
- 5. Unterseebootsflottille du 25 juin 1942 au 30 novembre 1942 (Période de formation).
- 1. Unterseebootsflottille du 1er décembre 1942 au 3 juillet 1943 (Unité combattante).

## Commandement
- Kapitänleutnant Heinrich Hasenschar du 25 juin 1942 au 3 juillet 1943 (Croix allemande).

## Patrouilles
|       | Commandant                 | Départ           | Départ | Arrivée        | Arrivée | Jours     | Succès   |
| ----- | -------------------------- | ---------------- | ------ | -------------- | ------- | --------- | -------- |
| 1     | Fhrh. Heinrich Hasenschar  | 28 novembre 1942 | Kiel   | 8 janvier 1943 | Brest   | 42 jours  | 5 029    |
| 2     | Fhrh. Heinrich Hasenschar  | 1er février 1943 | Brest  | 9 mars 1943    | Brest   | 37 jours  | 24 971   |
| 3     | Kptlt. Heinrich Hasenschar | 8 avril 1943     | Brest  | 19 mai 1943    | Brest   | 42 jours  | 12 215   |
| 4     | Kptlt. Heinrich Hasenschar | 1er juillet 1943 | Brest  | 3 juillet 1943 | Coulé   | 3 jours   |          |
| Total | Total                      | Total            | Total  | Total          | Total   | 124 jours | 42 215 t |

Note : Fhrh. = Fähnrich zur See - Kptlt. = Kapitänleutnant

### OpérationsWolfpack
L'U-628 opéra avec les Rudeltaktik (meute de loups) durant sa carrière opérationnelle.
- Ungestüm (11-30 décembre 1942)
- Hartherz (3-7 février 1943)
- Ritter (11-26 février 1943)
- Sans nom (15-18 avril 1943)
- Specht (19 avril – 4 mai 1943)
- Fink (4-6 mai 1943)

## Navires coulés
L'U-628 coula 4 navires marchands totalisant 21 765 tonneaux et endommagea 3 navires marchands totalisant 20 450 tonneaux au cours des 4 patrouilles (124 jours en mer) qu'il effectua.
| Date             | Nom                 | Nationalité | Tonnage | Convoi  | Fait      | Localisation         |
| ---------------- | ------------------- | ----------- | ------- | ------- | --------- | -------------------- |
| 29 décembre 1942 | Lynton Grange       | Royaume-Uni | 5 029   | ONS-154 | Coulé     | 43° 23′ N, 27° 14′ O |
| 23 février 1943  | Glittre             | Norvège     | 6 409   | ON-166  | Endommagé | 47° 00′ N, 36° 20′ O |
| 23 février 1943  | Winkler             | Panama      | 6 907   | ON-166  | Endommagé | 46° 48′ N, 36° 18′ O |
| 24 février 1943  | Ingria              | Norvège     | 4 391   | ON-166  | Coulé     | 45° 12′ N, 39° 17′ O |
| 25 février 1943  | Manchester Merchant | Royaume-Uni | 7 264   | ON-166  | Coulé     | 45° 10′ N, 43° 23′ O |
| 17 avril 1943    | Fort Rampart        | Royaume-Uni | 7 134   | HX-233  | Endommagé | 47° 22′ N, 21° 58′ O |
| 5 mai 1943       | Harbury             | Royaume-Uni | 5 081   | ONS-5   | Coulé     | 55° 01′ N, 42° 59′ O |